# Fronteira Gabão–República do Congo
A fronteira entre República do Congo e Gabão é a linha que limita os territórios da República do Congo e do Gabão. Essa fronteira estende-se de forma contínua desde o sul do Golfo da Guiné, no Oceano Atlântico, até à tríplice fronteira Congo-Gabão-Camarões.

## História
A fronteira entre os dois países mudou várias vezes desde os tempos coloniais, já que ambos inclusive fizeram parte da mesma colônia por um tempo. A última mudança ocorreu em 1947 com a anexação da província de Haut-Ogooué ao Gabão.
Grande parte dessa fronteira corresponde à linha divisória de águas entre as bacias dos rios Ogooué e Congo.
Após a descolonização e independência em 1960, a fronteira tornou-se internacional entre dois Estados soberanos. A partir da década de 1970, várias áreas em disputa, incluindo a fronteira marítima, surgiram. Em 2014, os dois países assinaram um protocolo para o estabelecimento de uma comissão conjunta para resolver questões de fronteira. 